# أنتوني دومينيك (قاضي)
أنتوني دومينيك (بالإنجليزية: Antony Dominic)‏ هو قاضي هندي، ولد في 30 مايو 1956 في كيرلا في الهند.